# K2-33
K2-33 eller  EPIC 205117205 är en mycket ung ensam stjärna i den norra delen av stjärnbilden Skorpionen. Den har en skenbar magnitud av ca 14,3 och kräver ett kraftfullt teleskop för att kunna observeras. Baserat på parallax enligt Gaia Data Release 3 på ca 7,19 mas, beräknas den befinna sig på ett avstånd på ca 453 ljusår (139 parsek) från solen. Den rör sig bort från solen med en heliocentrisk radialhastighet på ca 6,5 km/s. Stjärna tillhör undergruppen Upper Scorpius av Scorpius-Centaurus-föreningen, baserat på dess höga litiuminnehåll och position i HR-diagrammet.

## Observation
Planetkandidater upptäcktes kring K2-33 av NASA:s Keplerteleskopet på dess K2-uppdrag, ett uppdrag med uppgift att upptäcka exoplaneter kring stjärnor. Transitmetoden som Kepler använder går ut på att upptäcka fall i ljusstyrka hos stjärnor. Dessa sänkningar i ljusstyrka kan tolkas som planeter vars banor passerar framför sina stjärnor sett ur jordens perspektiv, även om andra fenomen också kan vara orsak till varför termen planetkandidat används.
Efter att upptäcktsrapporten godkänts, gav Kepler-teamet "K2-33" detta namn. Upptäckarna hänvisade till stjärnan som K2-33, vilket är den normala proceduren för att namnge de exoplaneter som upptäckts av rymdteleskopet. Därför är det detta namnet som används i allmänhet för att referera till stjärnan och dess planet.
Kandidatplaneter som kretsar kring stjärnor som studerats av Kepleruppdraget tilldelas beteckningarna ".01" etc. efter stjärnans namn, i den ordning de upptäckts. Om planetkandidater upptäcks samtidigt, följer ordningen ordningen för omloppsperioder från kortast till längst. Enligt dessa regler fanns det bara en kandidatplanet som upptäcktes, med en omloppsperiod på 5,424865 dygn.
Beteckningen b ges till den först upptäckta planeten som kretsar kring en given stjärna, följt av de andra bokstäverna i alfabetet. I fallet med K2-33 fanns det bara en planet, så bara bokstaven b används. Namnet K2-33 kommer direkt från det faktum att stjärnan är den katalogiserade 33:e stjärnan som upptäckts av K2 för att ha bekräftade planeter.

## Egenskaper
Primärstjärnan K2-33 är en röd till orange stjärna före huvudserien av spektralklass M2. Den har en massa som är ca 0,56 solmassa, en radie på ca 1,05 solradie och utsänder från dess fotosfär energi motsvarande ca 0,057 gånger solen vid en effektiv temperatur av ca 3 500 K.
K2-33 är nästan säkert inte en dubbelstjärna. Radiella hastighetsdata erhållna av HIRES-spektrografen i Keck I-teleskopet visar inte en acceleration som är större än 2,6 km/s per år, vilket utesluter objekt som är mer massiva än 0,14 solmassor vid 3 AE eller närmare. Observationer av infraröd strålning med NIRC2-avbildaren, i Keck II-teleskopet, kan utesluta följeslagare som är mer massiva än 19 Jupitermassor vid 3 AE eller längre, och 11-12 Jupitermassor vid 6-23 AE. Kombinationen av båda observationsgränserna tillåter endast förekomsten av bruna dvärgar eller stjärnor med mycket låg massa vid separationer på 1-3 AU.

## Planetsystem

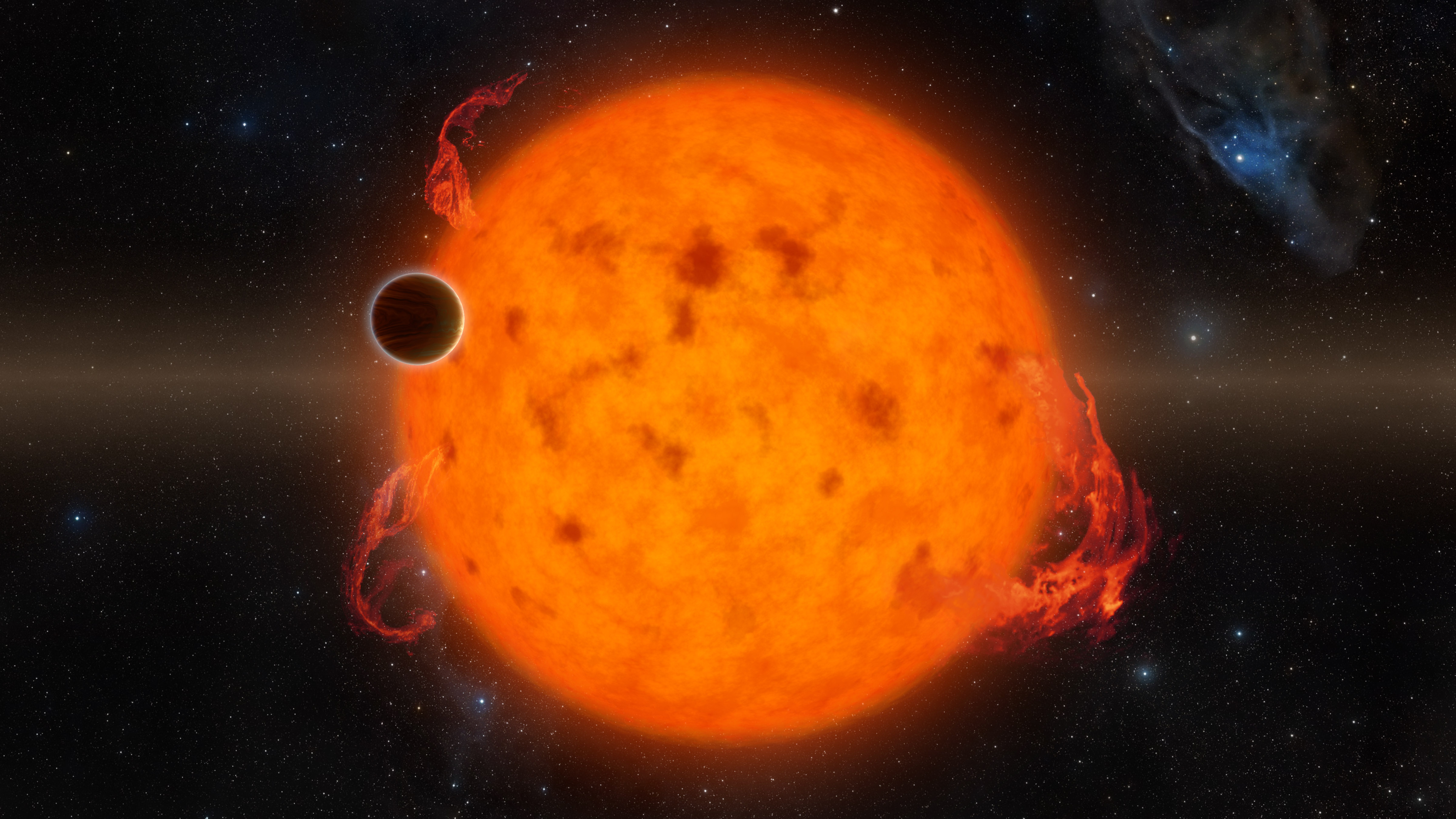
Konstnärens bild av K2-33 med dess planet K2-33 b vid passage framför stjärnan.

K2-33 b är den enda kända planeten som passerar framför stjärnan sett ur jordens perspektiv. Dess banlutning i förhållande till jordens siktlinje, eller hur långt över eller under siktplanet den är, varierar med mindre än en grad. Detta möjliggör direkta mätningar av planetens omloppsperiod och relativa diameter (jämfört med värdstjärnan) genom att övervaka planetens passage av stjärnan.
K2-33b är känd för sin anmärkningsvärt låga ålder, bara en annan känd planet är yngre (V830 Tau b), med en ålder på cirka 2 miljoner år, medan K2-33 b bara är 9,3 miljoner år gammal. 
Mätningar av infraröd strålning med Spitzerteleskopet visar att stjärnan fortfarande omges av en stoftskiva, vilket tyder på att planetbildningen kanske fortfarande pågår.
| Planet | Massa   | Halv storaxel (AE) | Siderisk omloppstid (d) | Excentricitet | Inklination   | Radie          |
| ------ | ------- | ------------------ | ----------------------- | ------------- | ------------- | -------------- |
| b      | <3,7 MJ | 0,0409 ± 0,0021    | 5,424865 ± 0,000031     | -             | 89,1 +0,6−1,1 | 5,04 ± 0,34 R🜨 |